# Renault R30
El Renault R30 és el monoplaça que va utilitzar l'escuderia Renault durant la temporada 2004. Va ser pilotat per Robert Kubica i Vitali Petrov.

## Presentació
El R30 va ser presentat el 31 de gener de 2010 al Circuit de Xest, a València, on també es va anunciar el fitxatge de Vitali Petrov per l'escuderia.

## Temporada 2010 de F1
En el seu debut en la temporada 2010, en Bahrain, el Renault R30 va tenir una sessió de classificació acceptable, amb Robert Kubica 9è i Vitali Petrov 17 º. No obstant això, en carrera les coses es van torçar i només Kubica va poder arribar a la línia de meta en 11a posició. En Melbourne, Renault va sorprendre a tots amb un podi de la mà de Kubica (2n), mentre Petrov tornava a abandonar. A Malàisia, Robert Kubica va tornar a puntuar en acabar en 4a posició, demostrant la competitivitat del R30, mentre que Vitali Petrov no va aconseguir acabar.
A Shanghai, en un Gran Premi que va començar en sec i va acabar amb pluja, Kubica va aconseguir un bon 5è lloc, mentre que Petrov acabaria la seva primera cursa en 7 º lloc. A Montmeló, Renault va semblar fer un pas enrere, en acabar Robert en 8 º lloc i Vitali 11è. Però a Mònaco, el cotxe va ser molt competitiu, ja que va aconseguir un podi de la mà de Kubica, que va acabar 3r sortint 2n a la graella. Petrov no va poder arribar a la línia de meta, però va explicar com classificat en completar el 90% de les voltes.
A Turquia, Renault no va poder ser tan competitiu, però tot i així  Kubica va acabar en 6a posició i Petrov en 15a i marcant la volta ràpida, tot i punxar una roda a les últimes voltes, després de tocar amb Fernando Alonso. A Canadà, el R30 no va ser del tot malament, aconseguint Kubica la volta ràpida en cursa i quedar setè, mentre que Vitali va quedar en una mala 17a posició, a més de ser sancionat dues vegades, per saltar-se la sortida i tot seguit xocar amb Pedro de la Rosa.
En el Gran Premi d'Europa, els 2 Renault van aconseguir entrar a la Q3, sortint Kubica en 7a posició i Petrov en 10a posició. Després d'una carrera molt moguda, Kubica va acabar en 5a posició i Petrov en 14a posició, amb sanció de 5 segons per millorar la seva volta sota condició de Safety Car En el Gran Premi de la Gran Bretanya, Kubica va classificar en una meritòria 6a posició, i Petrov en una mala 16a posició. Kubica va haver d'abandonar la cursa per un problema en el diferencial i Petrov va acabar en 13a posició. En el Gran Premi d'Alemanya, Robert Kubica va classificar en 7a posició i Petrov en 13a posició. A la cursa, els dos Renault van aconseguir acabar en punts, sent Robert 7è i Petrov 10è.
En el Gran Premi d'Hongria, els dos Renault van arribar de nou a la Q3, sortint Petrov 7è i Kubica just darrere, en 8a posició. A la cursa, Kubica va haver d'abandonar amb un problema de suspensió després d'un xoc a boxes amb Sutil, i Petrov va quedar 5è, sent el seu millor resultat. En el Gran Premi de Bèlgica, Renault va portar el seu F-duct per primera vegada, donant-li a Kubica un gran resultat, sortint en 3a posició i quedant en el mateix resultat en carrera, mentre que Petrov va sortir 23è en tenir un accident a la classificació, i va acabar 9è, sent una de les millors curses de Renault de la temporada. En el Gran Premi d'Itàlia, Kubica va classificar en 9a posició, i Petrov en 20a posició després sanció. A la cursa Kubica va ser 8è i Petrov 13 º.
A Singapur, Kubica va qualificar en 8a posició i Petrov a la 13a. Després en cursa, amb una exhibició d'avançaments de Kubica, va acabar en 7a posició i Petrov a l'11a. En el Gran Premi del Japó, Kubica va aconseguir la 4a posició i Petrov la 13a. Després en carrera, va ser un desastre per a Renault, ja que Petrov va abandonar per accident a la sortida i Kubica va perdre una roda en la 2a volta. En el Gran Premi de Corea, Kubica va qualificar en 8a posició i Petrov en 15a posició. En carrera, Kubica va acabar en 5a posició i Petrov va abandonar per accident.
En el Gran Premi del Brasil, Kubica va qualificar en 7a posició i Petrov en 10a posició, tornant a entrar tots dos en Q3 a una qualificació plujosa. A la cursa, ja en sec, Kubica va acabar en 9a posició i Petrov en 16a. En l'última carrera de l'any, a Abu Dhabi, Kubica va qualificar en 11a posició i Petrov en 10a posició. En carrera, Kubica va ser 5è i Petrov 6è, aquest últim bloquejant a Alonso durant tota la cursa. Després d'això, Kubica va acabar la temporada en 8a posició amb 136 punts i 3 podis (1 segon i 2 tercers) i Petrov va acabar la temporada en 9a posició amb 27 punts (millor resultat, un 5è) L'escuderia francesa va acabar la temporada en 5a posició amb 163 punts.

## Vladímir Putin
L'exprimer ministre de la Federació Russa Vladímir Putin va conduir el R30 en un circuit situat als voltants de la ciutat russa de Sant Petersburg cap a novembre de 2010.

## Resultats
| Any  | Neumàtics | Motor                | Pilots        | 1   | 2   | 3   | 4   | 5   | 6   | 7   | 8   | 9   | 10  | 11  | 12  | 13  | 14  | 15  | 16  | 17  | 18  | 19  | Punts | Posició final |
| ---- | --------- | -------------------- | ------------- | --- | --- | --- | --- | --- | --- | --- | --- | --- | --- | --- | --- | --- | --- | --- | --- | --- | --- | --- | ----- | ------------- |
| 2010 | B         | Renault RS27-2010 V8 |               | BAH | AUS | MYS | CHN | ESP | MON | TUR | CAN | EUR | GBR | GER | HUN | BEL | ITA | SIN | JPN | RCO | BRA | ABU | 163   | 5º            |
| 2010 | B         | Renault RS27-2010 V8 | Robert Kubica | 11  | 2   | 4   | 5   | 8   | 3   | 6   | 7   | 5   | Ret | 7   | Ret | 3   | 8   | 7   | Ret | 5   | 9   | 5   | 163   | 5º            |
| 2010 | B         | Renault RS27-2010 V8 | Vitali Petrov | Ret | Ret | Ret | 7   | 11  | 13≠ | 15  | 17  | 14  | 13  | 10  | 4   | 9   | 13  | 11  | Ret | Ret | 16  | 6   | 163   | 5º            |

- ≠ El pilot no va acabar el Gran Premi, però es va classificar en completar el 90% de la distància total.